# Ȁ
Ȁ (gemenform: ȁ) är den latinska bokstaven A med en dubbel grav accent. Ȁ används när serbiska, kroatiska och slovenska skrivs fonetiskt för att indikera ett A med en kort fallande ton.